# LIFE (フジファブリックのアルバム)
『LIFE』（ライフ）は、フジファブリックのメジャー8枚目のアルバム。2014年9月3日にソニー・ミュージックアソシエイテッドレコーズから発売された。

## 概要
- 前作『VOYAGER』より1年6ヶ月振りとなるアルバム。
- 過去2作のアルバムでは収録曲全てをメンバー3人全員で作詞・作曲を手掛けていたが、今作は収録曲の大半が山内の単独作となっており、今作では加藤が作曲、金澤が作詞から離れている。
- 今作のレコーディングはアナログで行われた[2]。
- 初回生産限定盤と通常盤の2タイプで発売され、初回生産限定盤には、「バタアシParty Night」、「フラッシュダンス」、「LIFE」、「ブルー」のPVと、特典映像「モグライフ」が収録されたDVDが付属している。

## 収録曲

### Disc 1
| 全編曲: フジファブリック。 |                                      |            |              |      |
| #                          | タイトル                             | 作詞       | 作曲         | 時間 |
| 1.                         | 「リバース」                         |            | 山内総一郎   | 1:36 |
| 2.                         | 「Gum」                              | 山内総一郎 | 山内総一郎   | 5:51 |
| 3.                         | 「LIFE」                             | 山内総一郎 | 山内総一郎   | 3:55 |
| 4.                         | 「シャリー」                         | 山内総一郎 | 山内総一郎   | 4:16 |
| 5.                         | 「ブルー (Album Version)」           | 山内総一郎 | 山内総一郎   | 5:59 |
| 6.                         | 「F.T.79」                           |            | 山内総一郎   | 1:41 |
| 7.                         | 「祭りのまえ」                       | 山内総一郎 | 山内総一郎   | 6:09 |
| 8.                         | 「efil」                             | 山内総一郎 | 山内総一郎   | 5:23 |
| 9.                         | 「WIRED」                            | 加藤慎一   | 山内総一郎   | 4:24 |
| 10.                        | 「フラッシュダンス (Album Version)」 | 加藤慎一   | 金澤ダイスケ | 5:17 |
| 11.                        | 「robologue」                        | 山内総一郎 | 金澤ダイスケ | 5:17 |
| 12.                        | 「バタアシParty Night」              | 山内総一郎 | 山内総一郎   | 4:17 |
| 13.                        | 「sing」                             | 山内総一郎 | 山内総一郎   | 2:27 |
| 14.                        | 「カタチ」                           | 山内総一郎 | 山内総一郎   | 4:56 |
| 15.                        | 「卒業」                             | 山内総一郎 | 山内総一郎   | 5:39 |

### Disc 2
| #  | タイトル                                      | 作詞 | 作曲・編曲 | 監督 | 時間 |
| -- | --------------------------------------------- | ---- | ---------- | ---- | ---- |
| 1. | 「フラッシュダンス」(ミュージック・ビデオ)    |      |            |      |      |
| 2. | 「バタアシParty Night」(ミュージック・ビデオ) |      |            |      | 4:17 |
| 3. | 「LIFE」(ミュージック・ビデオ)                |      |            |      | 3:58 |
| 4. | 「ブルー」(ミュージック・ビデオ)              |      |            |      | 4:56 |
| 5. | 「モグライフ（Documentary）」(特典映像)       |      |            |      |      |

## 収録曲解説
1. リバース
本作の最後にある「卒業」のアナログテープを逆再生したものが使われている[3]。
2. Gum
仮タイトルがそのまま楽曲名に採用されている[4]。山内はこの曲について「自分が過去に好きになった人の影響が自分のなかで生き続けているということを考えながら歌詞を書きました」と語っている[3]。
3. LIFE
15thシングル。フジテレビ系列ノイタミナ枠「銀の匙 Silver Spoon」第2期オープニングテーマ。表記はされていないがアルバムバージョンである。
4. シャリー
デモの頃からあった楽曲であったが、リフなどが付いたアレンジになったのはアルバムの最後の方だったという[4]。
5. ブルー（Album Version）
16thシングル（両A面の1曲目）。シングルではアウトロがフェイドアウトだったのに対し、アルバムではアウトロが長くなっている。アウトロを長くしたことで「一人だけで解決出来ず、堂々巡りしてしまうモヤモヤした気持ちをエンディングで盛り上がる演奏を含めて表現したかった」という[3]。
6. F.T.79
タイトルは「えふてぃーななきゅう」と読み、エピフォンのギター・FT-79を同曲で使用していることに由来している[4]。
7. 祭りのまえ
コーラスとして、ビューティフルハミングバードの小池光子が参加している[3]。レコーディングにはTEMPESTというドラムマシーンが使われており、ベースもドロップDにチューニングされている[3]。
8. efil
今作の楽曲がほとんど詞先で製作されている中、曲先で製作された曲。タイトルは「LIFE」を反対から読んだものになっている[4]。
9. WIRED
16thシングル（両A面の2曲目）。
10. フラッシュダンス (Album Version)
1stEP「FAB STEP」収録曲。
EPとは違い、音のバランスがグルーヴを押し出したものに変更されている[3]。
11. robologue
タイトルは「ロボットの独り言」という意味の造語である[3]。曲先で作られ、作詞も5分程度で完成したという[4]。作詞：山内、作曲：金澤という組み合わせで作られた初の曲でもある[4]。
12. バタアシParty Night
1stEP「FAB STEP」収録曲。
表記はないものの「フラッシュダンス」同様、アルバム収録に当たってEPの時よりもグルーヴを押し出したミックスにしている[3]。
13. sing
録音は3人でスタジオに入り、歌と演奏を一発録りする形で行われた[4][3]。
14. カタチ
シングル「LIFE」の後に初めて出来た曲[3]。
15. 卒業
曲の原型は「STAR」の製作時から存在しており、「卒業」が象徴する別れと希望を歌いたくて書いた曲だという[3]。

## 演奏
- 山内総一郎
  - Vocal (#2,3,4,5,7,8,9,10,11,12,13,14,15)
  - Electric Guitar (#2,3,4,5,7,8,9,12,14,15)
  - Electric Robo Guitar (#11)
  - Acoustic Guitar (#3,4,5,6,8,13)
  - 12 String Guitar (#2)
  - Ukulele (#7)
  - Electric Sitar (#7)
  - Pedal Steel (#15)
- 金澤ダイスケ
  - Piano (#3,5,10,11,13,15)
  - Minimoog Voyager (#6,7,8,9,10,11,12,15)
  - Hammond Organ (#2,5,14)
  - Farfisa (#4,9)
  - access Virus (#9,10)
  - Synthesizer (#10,11,12)
  - TEMPEST (#7)
  - Background Vocals (#9,12)
- 加藤慎一
  - Bass (#2,3,4,5,7,8,9,10,11,12,13)
  - Dog (#4)
  - Background Vocals (#12)
- 玉田豊夢
  - Drums (#2,3,4,14,15)
  - Percussion (#15)
- BOBO
  - Drums (#5,7,8,9,10,11,12)
- 名越由貴夫
  - Electric Guitar (#10)
- 小池光子（ビューティフルハミングバード）
  - Background Vocals (#7,15)